# Nora tingslag, Västmanland
Nora tingslag var ett tingslag i Örebro län i Nora domsaga. 
Tingslaget bildades 1904 av Nora och Hjulsjö bergslags tingslag samt Grythytte och Hällefors bergslags tingslag.  Tingslaget upphörde den 1 januari 1951 då det uppgick i Lindes och Nora domsagas tingslag.

## Omfattning

### Socknarna i häraderna
- Nora och Hjulsjö bergslag
- Grythytte och Hällefors bergslag